# Notazioni matematiche
In matematica le formule rivestono grande importanza: molti risultati si possono esprimere con una sola formula. Ha quindi grande importanza la scelta delle notazioni: come in tutte le discipline ed in tutti gli ambienti culturali è importante il linguaggio utilizzato per registrare e comunicare fatti e idee.
Molti simboli derivano da abbreviazioni di parole e sono motivati dalla opportunità di evitare con la concisione i lunghi giri di frase dispersivi. Talvolta lo stesso simbolo assume più significati (ad esempio l'apice non sempre indica derivazione). Altre volte più notazioni sono associate allo stesso significato (come nel caso della trasposizione).
| {\displaystyle y=y(t)} | Variabile dipendente y espressa come funzione (non specificata) della variabile indipendente t |
| {\displaystyle \operatorname {dom} \,y(t)} | Dominio della funzione (non specificata) della variabile indipendente y(t) |
| {\displaystyle \operatorname {codom} \,y(t)} | Codominio della funzione (non specificata) della variabile indipendente y(t) |
| {\displaystyle y=\sin {t}=\operatorname {sen} \,{(t)}} | Variabile dipendente y espressa come la funzione trigonometrica seno della variabile indipendente t |
| {\displaystyle y=\cos {t}} | Variabile dipendente y espressa come la funzione trigonometrica coseno della variabile indipendente t |
| {\displaystyle y=\tan {t}=\operatorname {tg} \,t} | Variabile dipendente y espressa come la funzione trigonometrica tangente della variabile indipendente t |
| {\displaystyle y=\cot {t}=\operatorname {cotg} \,t} | Variabile dipendente y espressa come la funzione trigonometrica cotangente della variabile indipendente t |
| {\displaystyle y=\sec {t}} | Variabile dipendente y espressa come la funzione trigonometrica secante della variabile indipendente t |
| {\displaystyle y=\csc {t}=\operatorname {cosec} \,t} | Variabile dipendente y espressa come la funzione trigonometrica cosecante della variabile indipendente t |
| {\displaystyle y=\exp {t}=e^{t}} | Variabile dipendente y espressa come la funzione trascendente esponenziale della variabile indipendente t (ovvero elevamento del numero di Nepero e alla potenza t)                                                                              |
| {\displaystyle y={\sqrt[{n}]{t}}=t^{\frac {1}{n}}} | Variabile dipendente y espressa come la funzione trascendente di estrazione della radice n-esima della variabile indipendente t (ovvero elevamento di t alla potenza {\displaystyle {\frac {1}{n}}})                                             |
| {\displaystyle y=\log _{b}{t}} | Variabile dipendente y espressa come la funzione trascendente logaritmo in base b della variabile indipendente t |
| {\displaystyle y=\ln {t}} | Variabile dipendente y espressa come la funzione trascendente logaritmo naturale della variabile indipendente t |
| {\displaystyle y=\operatorname {Log} \,t=\log _{10}t} | Variabile dipendente y espressa come la funzione trascendente logaritmo in base 10 della variabile indipendente t |
| {\displaystyle y=\sinh {t}} | Variabile dipendente y espressa come la funzione trascendente seno iperbolico della variabile indipendente t |
| {\displaystyle y=\cosh {t}} | Variabile dipendente y espressa come la funzione trascendente coseno iperbolico della variabile indipendente t |
| {\displaystyle y=\tanh {t}} | Variabile dipendente y espressa come la funzione trascendente tangente iperbolica della variabile indipendente t |
| {\displaystyle y=\coth {t}} | Variabile dipendente y espressa come la funzione trascendente cotangente iperbolica della variabile indipendente t |
| {\displaystyle y=\arcsin {t}=\sin ^{-1}\,t} | Variabile dipendente y espressa come la funzione trigonometrica arcoseno della variabile indipendente t |
| {\displaystyle y=\arccos {t}=\cos ^{-1}\,t} | Variabile dipendente y espressa come la funzione trigonometrica arcocoseno della variabile indipendente t |
| {\displaystyle y=\arctan {t}=\operatorname {tg} ^{-1}\,t} | Variabile dipendente y espressa come la funzione trigonometrica arcotangente della variabile indipendente t |
| {\displaystyle \lim _{t\rightarrow \infty }\,y(t)} | Limite della funzione y al tendere all'infinito (∞) della variabile indipendente t |
| {\displaystyle dy=\lim _{dt\rightarrow 0}\,y(t+dt)-y(t)} | Differenziale dy dell'incremento della funzione y a fronte dell'incremento infinitesimo dt della variabile indipendente t |
| {\displaystyle {\frac {dy(t)}{dt}}=y^{(1)}(t)=y^{\prime }(t)={\dot {y}}(t)} | Derivata prima della funzione y rispetto alla sua variabile indipendente t |
| {\displaystyle {\frac {d^{2}y(t)}{dt^{2}}}=y^{(2)}(t)=y^{\prime \prime }(t)={\ddot {y}}({t})} | Derivata seconda della funzione y rispetto alla sua variabile indipendente t |
| {\displaystyle \mathbf {v} ={\vec {v}}={\underline {v}}=\left({\begin{matrix}v_{1}\\\vdots \\v_{n}\end{matrix}}\right)={\begin{bmatrix}v_{1}\\\vdots \\v_{n}\end{bmatrix}}} | Vettore colonna v espresso nelle sue componenti {\displaystyle v_{1},\cdots ,v_{n}} |
| {\displaystyle y={f(v_{1},\cdots ,v_{n})}={f({\vec {v}})}} | Variabile dipendente y espressa come Funzione in più variabili {\displaystyle f({\vec {v}})} |
| {\displaystyle {\frac {\partial y(v_{1},\cdots ,v_{i},\cdots ,v_{n})}{\partial v_{i}}}=y_{v_{i}}(v_{1},\cdots ,v_{i},\cdots ,v_{n})} | Derivata parziale della funzione y rispetto alla sua variabile indipendente {\displaystyle v_{i}} |
| {\displaystyle f_{xy}{(x,y)}} | Funzione in due variabili {\displaystyle f(x,y)} derivata parzialmente prima rispetto alla sua variabile indipendente x e poi derivata parzialmente rispetto a y                                                                                 |
| {\displaystyle f_{xx}{(x,y)}} | Funzione in due variabili {\displaystyle f(x,y)} derivata parzialmente due volte rispetto alla sua variabile indipendente x |
| {\displaystyle \sum _{i=0}^{N}\{a_{i}\}} | Sommatoria per l'indice i che va da 0 a N della successione {\displaystyle \{a_{i}\}} |
| {\displaystyle \prod _{i=0}^{N}\{a_{i}\}} | Produttoria per l'indice i che va da 0 a N della successione {\displaystyle \{a_{i}\}} |
| {\displaystyle \int _{0}^{\infty }f(x)\,dx=\lim _{dx\rightarrow 0}\,\sum _{i\in \operatorname {dom} \,f(x),i=0}^{\infty }f(i)\cdot dx} | Integrale definito nell'intervallo compreso tra 0 e ∞ della funzione f(x) |
| {\displaystyle \iint _{}^{}f(x,y)\,dx\,dy} | Integrale doppio indefinito della funzione f(x,y) negli incrementi infinitesimi dx e dy |
| {\displaystyle \int _{}^{}f(x)\,dx} | Integrale indefinito della funzione f(x) nell'incremento infinitesimo dx |
| {\displaystyle \iiint _{D}f(x,y,z)\,dx\,dy\,dz} | Integrale triplo definito della funzione f(x,y,z) nella regione di spazio D |
| {\displaystyle \oint _{C}f(x)\,dx} | Integrale di linea definito lungo una curva chiusa C (integrale ciclico) della funzione f(x) nel differenziale dx |
| {\displaystyle {\vec {\nabla }}{f(v_{1},\cdots ,v_{n})}={\vec {\nabla }}{f({\vec {v}})}=\nabla {f({\vec {v}})}} | Gradiente (o nabla) della funzione in più variabili {\displaystyle f({\vec {v}})} |
| {\displaystyle \mathbf {v} \wedge \mathbf {w} =\mathbf {v} \times \mathbf {w} } | Prodotto vettoriale o esterno tra due vettori v e w |
| {\displaystyle \mathbf {v} \cdot \mathbf {w} =\mathbf {v} ^{T}\mathbf {w} =\mathbf {v} ^{\prime }\mathbf {w} } | Prodotto scalare o interno tra due vettori v e w |
| {\displaystyle \mathbf {F} (x,y,z,t)={\vec {F}}(x,y,z,t)} | Funzione vettoriale o campo vettoriale in più variabili F(x,y,z,t) |
| {\displaystyle {\nabla }^{2}f(x,y,z,t)} | Laplaciano della funzione in più variabili f(x,y,z,t) |
| {\displaystyle {\nabla }\cdot \mathbf {F} (x,y,z,t)=\operatorname {div} \,\mathbf {F} } | Divergenza del campo vettoriale in più variabili F(x,y,z,t) |
| {\displaystyle {\nabla }\times \mathbf {F} (x,y,z,t)={\nabla }\wedge \mathbf {F} (x,y,z,t)=\mathrm {rot} \,\mathbf {F} } | Rotore del campo vettoriale in più variabili F(x,y,z,t) |
| {\displaystyle A=\mathbf {A} ={\underline {A}}=[A]=[a_{ij}]=} {\displaystyle ={\begin{bmatrix}a_{11}&\cdots &a_{1n}\\\vdots &\ddots &\vdots \\a_{m1}&\cdots &a_{mn}\end{bmatrix}}={\begin{pmatrix}a_{11}&\cdots &a_{1n}\\\vdots &\ddots &\vdots \\a_{m1}&\cdots &a_{mn}\end{pmatrix}}} | Matrice A di dimensioni m×n espressa nei suoi elementi {\displaystyle a_{ij}:i\in [0,m]\subset \mathbb {N} ,j\in [0,n]\subset \mathbb {N} } (se m=n, A è una matrice quadrata)                                                                   |
| {\displaystyle \det {A}=\|A\|={\begin{vmatrix}a_{11}&\cdots &a_{1n}\\\vdots &\ddots &\vdots \\a_{n1}&\cdots &a_{nn}\end{vmatrix}}} | Determinante della matrice quadrata A |
| {\displaystyle \|\|A\|\|={\begin{Vmatrix}a_{11}&\cdots &a_{1n}\\\vdots &\ddots &\vdots \\a_{n1}&\cdots &a_{nn}\end{Vmatrix}}} | Norma della matrice quadrata A |
| {\displaystyle \|\,s\,\|={\begin{cases}s,&{\mbox{se }}s>0\\-s,&{\mbox{se }}s<0\end{cases}}} | Modulo dello scalare s |
| {\displaystyle \|\|\,\mathbf {v} \,\|\|=\|\,{\vec {v}}\,\|={\sqrt {\mathbf {v} ^{T}\mathbf {v} }}} | Norma o modulo del vettore v |
| {\displaystyle \mathbf {v} ^{T}={\begin{bmatrix}v_{1}\\\vdots \\v_{n}\end{bmatrix}}^{T}={\begin{bmatrix}v_{1},&\cdots ,&v_{n}\end{bmatrix}}} | Vettore riga espresso come trasposizione del vettore colonna v |
| {\displaystyle \mathbf {e} _{x}\,=\,{\hat {e}}_{x}\,=\mathbf {\hat {i}} \,} | Versore di base di uno spazio |
| {\displaystyle A'=A^{\mbox{T}}=A^{tr}={}^{t}A=A_{-1}=A*} {\displaystyle ={\begin{bmatrix}a_{11}&a_{12}&\cdots &a_{1n}\\a_{21}&\ddots &\ddots &\vdots \\\vdots &\ddots &\ddots &\vdots \\a_{m1}&\cdots &\cdots &a_{mn}\end{bmatrix}}^{T}={\begin{bmatrix}a_{11}&a_{21}&\cdots &a_{n1}\\a_{12}&\ddots &\ddots &\vdots \\\vdots &\ddots &\ddots &\vdots \\a_{1m}&\cdots &\cdots &a_{nm}\end{bmatrix}}} | Trasposizione della matrice A |
| {\displaystyle A^{-1}\,} | Inversa della matrice quadrata A ({\displaystyle A^{-1}\,} esiste solo se A è una matrice invertibile) |
| {\displaystyle {\mbox{adj}}A} | Trasposta della matrice dei cofattori della matrice A |
| {\displaystyle A^{-1}A=I_{n}} | Prodotto di matrici tra la matrice quadrata A n×n e la sua inversa {\displaystyle A^{-1}\,} ({\displaystyle A^{-1}\,} esiste solo se A è una matrice invertibile) che dà come risultato la matrice identica n×n {\displaystyle \mathbf {1} _{n}} |
| {\displaystyle A\mathbf {v} _{i}=A(\operatorname {eig_{i}} A)=\lambda _{i}\mathbf {v} _{i}\,} | {\displaystyle \mathbf {v} _{i}} è l'autovettore i-esimo della matrice quadrata A, mentre {\displaystyle \lambda _{i}\,}è l'autovalore associato                                                                                                 |
| {\displaystyle \operatorname {tr} \,A=\operatorname {track} \,A=} {\displaystyle =\operatorname {tr} {\begin{pmatrix}a_{11}&\cdots &a_{1n}\\\vdots &\ddots &\vdots \\a_{n1}&\cdots &a_{nn}\end{pmatrix}}=\sum _{i=j}^{m,n}a_{ij}} | Traccia della matrice quadrata A |
| {\displaystyle \operatorname {ker} \,A=\operatorname {nul} \,A} | Nucleo della matrice A |
| {\displaystyle \operatorname {span} \,A} | Spazio vettoriale generato dalla matrice A |
| {\displaystyle \operatorname {rank} \,A=\operatorname {\rho } \,(A)} | Rango o caratteristica della matrice A |
| {\displaystyle \mathrm {cof} (A,x_{i,j})} | Cofattore in posizione {\displaystyle i,j} della matrice A |
| {\displaystyle z=a+\mathbf {\imath } b=\Re \{z\}+\mathbf {i} \Im \{z\}=\|z\|e^{\mathbf {i} \angle z}=a+jb} | Numero complesso z espresso come somma algebrica della sua parte reale a e della sua parte immaginaria b moltiplicata per l'unità immaginaria |
| {\displaystyle z^{*}={\bar {z}}=a-\mathbf {\imath } b} | Complesso coniugato del numero complesso {\displaystyle z=a+\mathbf {\imath } b} |
| {\displaystyle \|\,z\,\|={\sqrt {z{\bar {z}}}}} | Modulo del numero complesso z |
| {\displaystyle \angle z=\arg z=\arctan {\frac {\Im \{z\}}{\Re \{z\}}}} | Fase o argomento del numero complesso z |
| {\displaystyle \forall z\in \mathbb {C} } | Quantificatore universale applicato al generico elemento z dell'insieme dei numeri complessi |
| {\displaystyle \exists z\in \mathbb {C} } | Quantificatore esistenziale applicato al generico elemento z dell'insieme dei numeri complessi |
| {\displaystyle p\land q} | Congiunzione logica (AND) tra il predicato p e il predicato q |
| {\displaystyle p\lor q} | Disgiunzione logica (OR) tra il predicato p e il predicato q |
| {\displaystyle {\bar {q}}=\neg q} | Negazione logica (NOT) del predicato q |
| {\displaystyle p\oplus q} | Disgiunzione esclusiva logica (XOR) tra il predicato p e il predicato q |
| {\displaystyle \mathbf {v} \otimes \mathbf {w} } | Prodotto tensoriale tra due vettori v e w |
| {\displaystyle p\supset q} {\displaystyle p\Rightarrow q} | Il predicato q è conseguenza logica del predicato p |
| {\displaystyle p\Leftrightarrow q} | Corrispondenza biunivoca logica tra il predicato p e il predicato q |
| {\displaystyle P(A,B)=P(A\cap B)} | Probabilità congiunta relativa al verificarsi in contemporanea dell'evento A e dell'evento B |
| {\displaystyle P(A\|B)=P(A/B)} | Probabilità condizionata relativa al verificarsi dell'evento A dato il verificarsi dell'evento B |
| {\displaystyle \mathbb {E} \ [X]={\bar {X}}} | Valore atteso della variabile stocastica X |
| {\displaystyle \operatorname {var} \ (X)} {\displaystyle =\sigma ^{2}\ (X)} | Varianza della variabile stocastica X |
| {\displaystyle n!=\prod _{i=1}^{n}i} | Fattoriale del numero naturale n |
| {\displaystyle {n \choose k}={\frac {n!}{k!(n-k)!}}} | Coefficiente binomiale per combinazioni di n esiti che si realizzano a gruppi di k |
| {\displaystyle I=\{x:P(x)\}} | Insieme degli elementi che soddisfano il predicato P(.) |
| {\displaystyle x\in I} | L'elemento x appartiene all'insieme I |
| {\displaystyle S\subset I} | L'insieme S è un sottoinsieme dell'insieme I |
| {\displaystyle S\subseteq I} | L'insieme S è un sottoinsieme dell'insieme I o coincide con esso |
| {\displaystyle S-I=S\backslash I} | Differenza tra l'insieme S e l'insieme I |
| {\displaystyle S\cup I} | Unione tra l'insieme S e l'insieme I |
| {\displaystyle S\cap I} | intersezione tra l'insieme S e l'insieme I |
| {\displaystyle S={\bar {I}}=\complement (I)} | S e l'insieme complementare dell'insieme I |
| {\displaystyle S\times I:=\{(s,i):s\in S\;\mathrm {e} \;i\in I\}.} | Prodotto cartesiano tra l'insieme S e l'insieme I |
| {\displaystyle \mathbb {N} \,} | Insieme dei numeri naturali |
| {\displaystyle \mathbb {N} _{0}\,} | Insieme dei numeri naturali a cui è aggiunto lo zero |
| {\displaystyle \mathbb {Z} \,} | Insieme dei numeri interi o relativi |
| {\displaystyle \mathbb {Q} \,} | Insieme dei numeri razionali |
| {\displaystyle \mathbb {R} } | Insieme dei numeri reali |
| {\displaystyle \mathbb {C} } | Insieme dei numeri complessi |
| {\displaystyle \mathbb {H} } | Insieme dei quaternioni |